# Жван (річка)
Жван — річка в Україні, в межах Барського (витоки), Мурованокуриловецького і Могилів-Подільського районів Вінницької області. Ліва притока Дністра (басейн Чорного моря). 

## Опис
Довжина 48 км, площа водозбірного басейну 570 км². Похил річки 4,3 м/км. Долина V-подібна, завширшки 0,5—0,8 км. Заплава двостороння, завширшки від 30 до 200 м. Річище подекуди порожисте, завширшки від 0,5—1 м до 5—12 м, завглибшки 0,3—1,8 м, на плесах до 4 м. Пересічна витрата води 0,4—1,2 м³/с. Використовується на водопостачання, зрошення, рибництво, рекреація. Споруджено ставки. Уздовж берегів — водоохоронні насадження.

## Розташування
Жван бере початок на південний захід від села Підлісний Ялтушків. Тече переважно на південь (частково на південний захід). Впадає до Дністра на південний захід від села Бернашівки. 
Над річкою розташовані: села Михайлівці, Кривохижинці, смт Муровані Курилівці, села Жван, Бернашівка, Галайківці.

## Притоки
- Теребиж - права притока
- Батіг - права притока
- Річка без назви - ліва притока. Бере  початок на південному сході від Яру. Тече переважно на південний захід через Долиняни і у Кривохижинцях впадає у Жван за 34 км від його гирла. Довжина річки 5,2 км. Площа басейну - 15,4 км².
- Струмок без назви у с. Бернашівка - ліва притока, утворює мальовничий каньйон.
- Струмок без назви у с. Галайківці - ліва притока, утворює каньйон, у якому розташований ботанічний заказник Красне

## Галерея

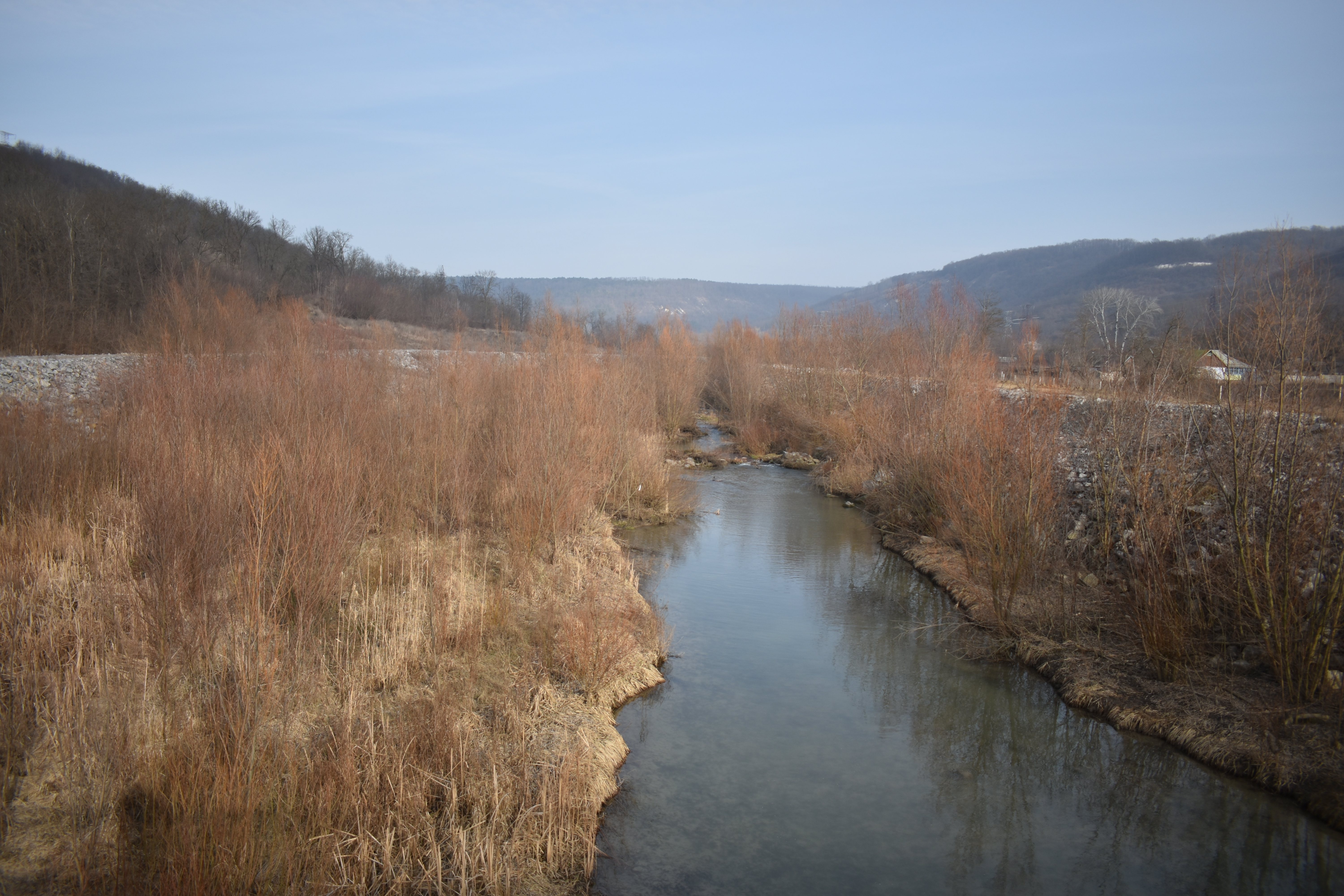
річка Жван у с. Бернашівка
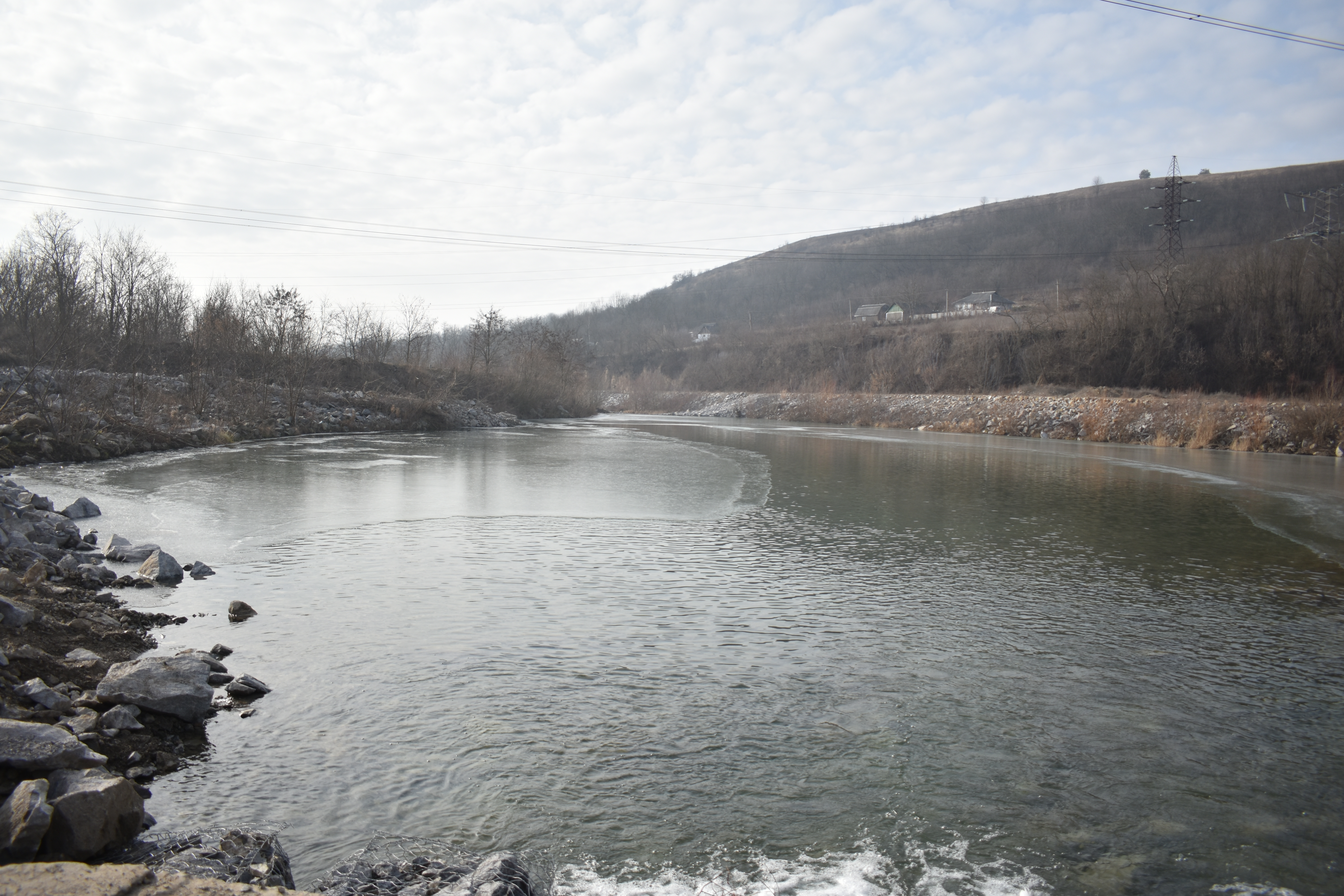
річка Жван у с. Бернашівка
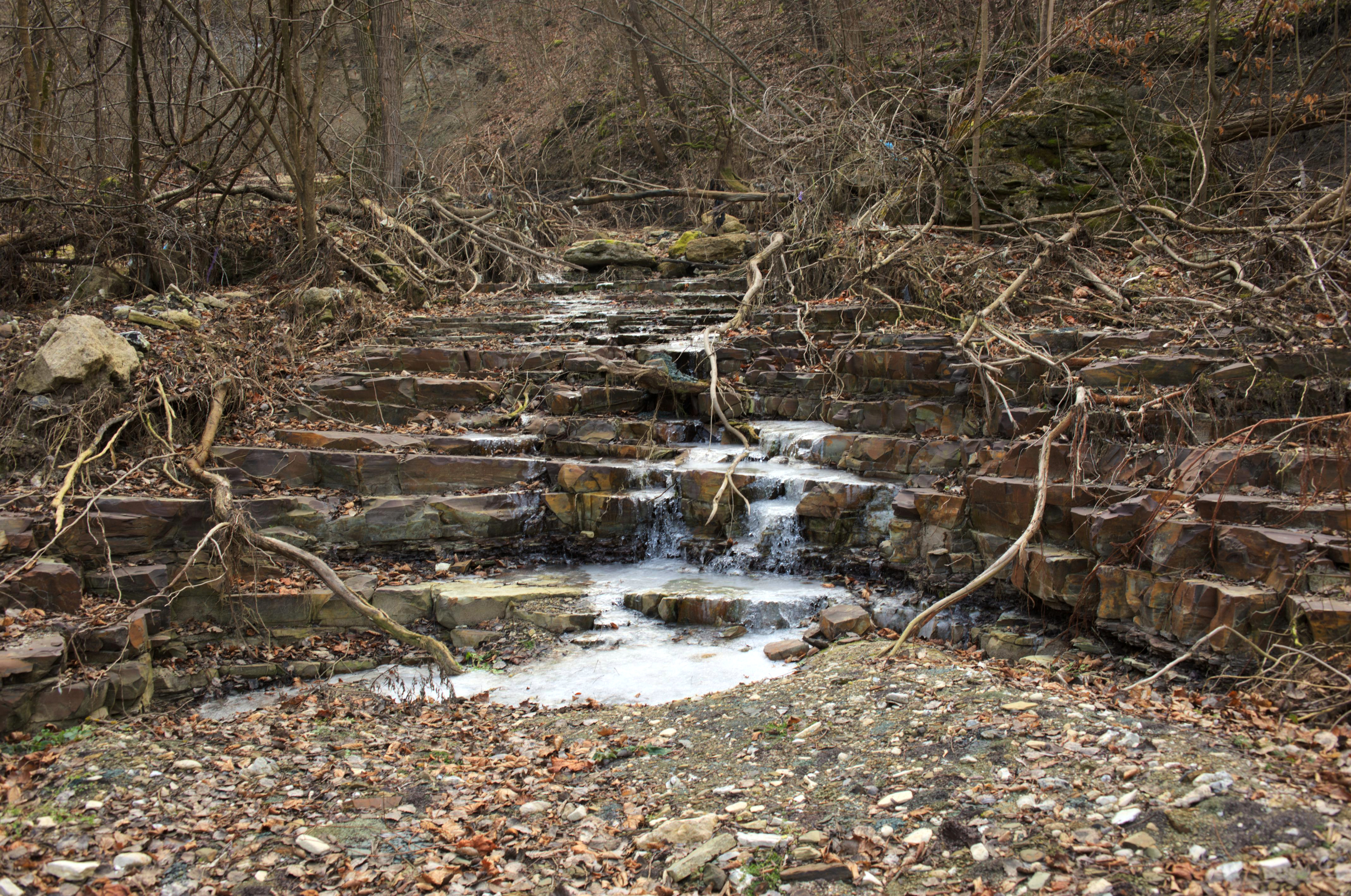
Каньйон безіменного струмка на околиці Бернашівки
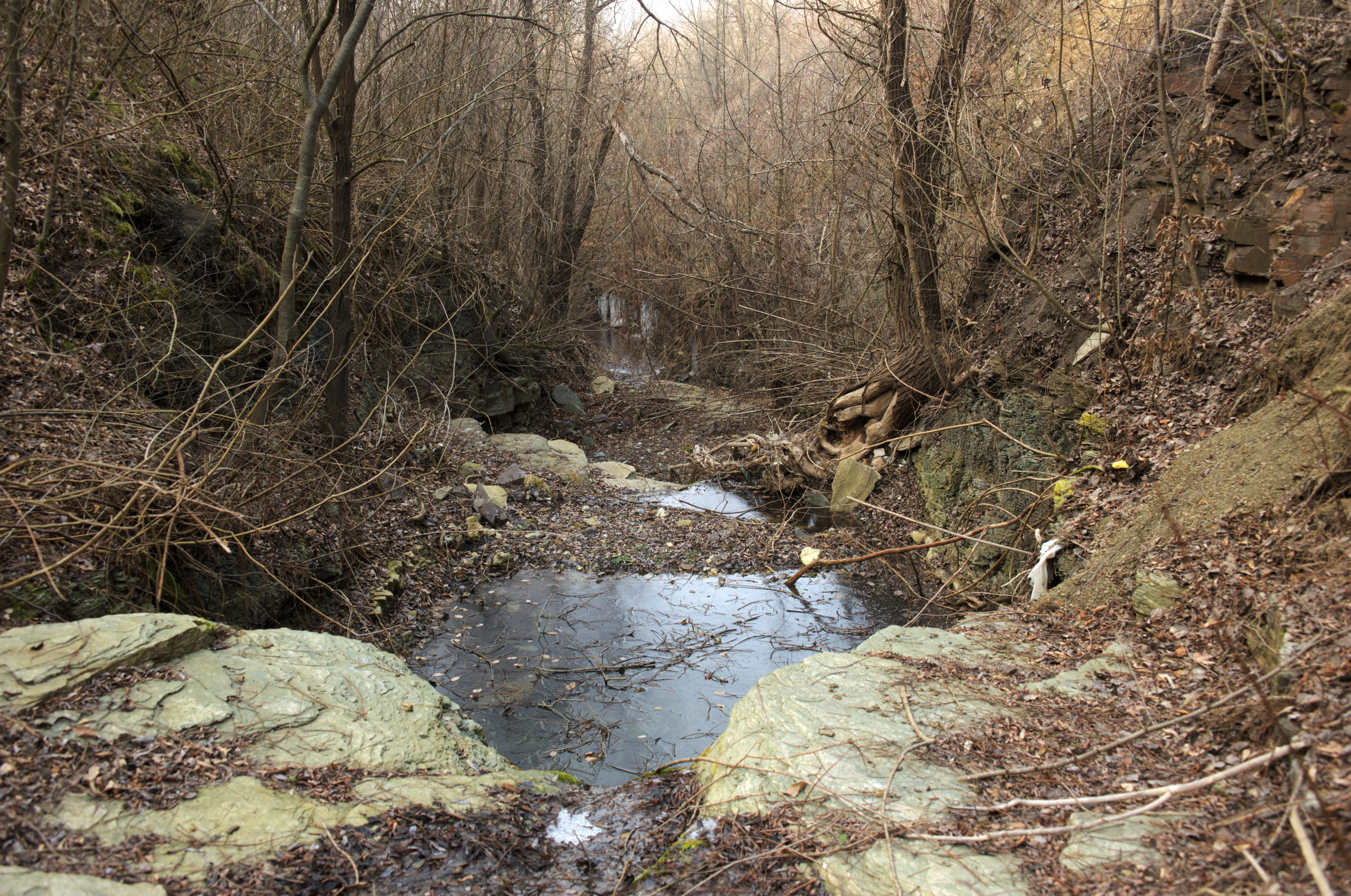
Каньйон безіменного струмка на околиці Бернашівки
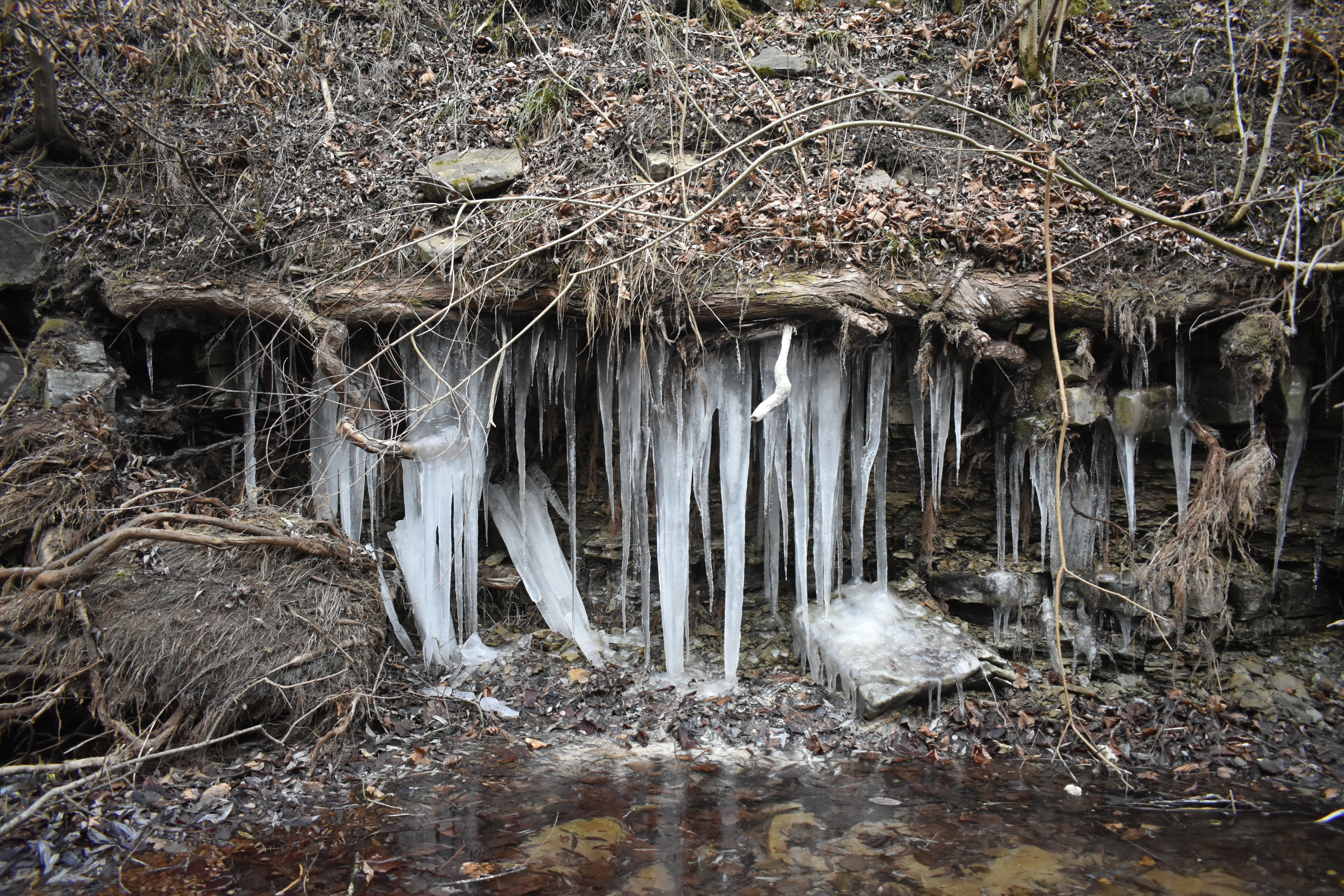
Каньйон безіменного струмка на околиці Бернашівки
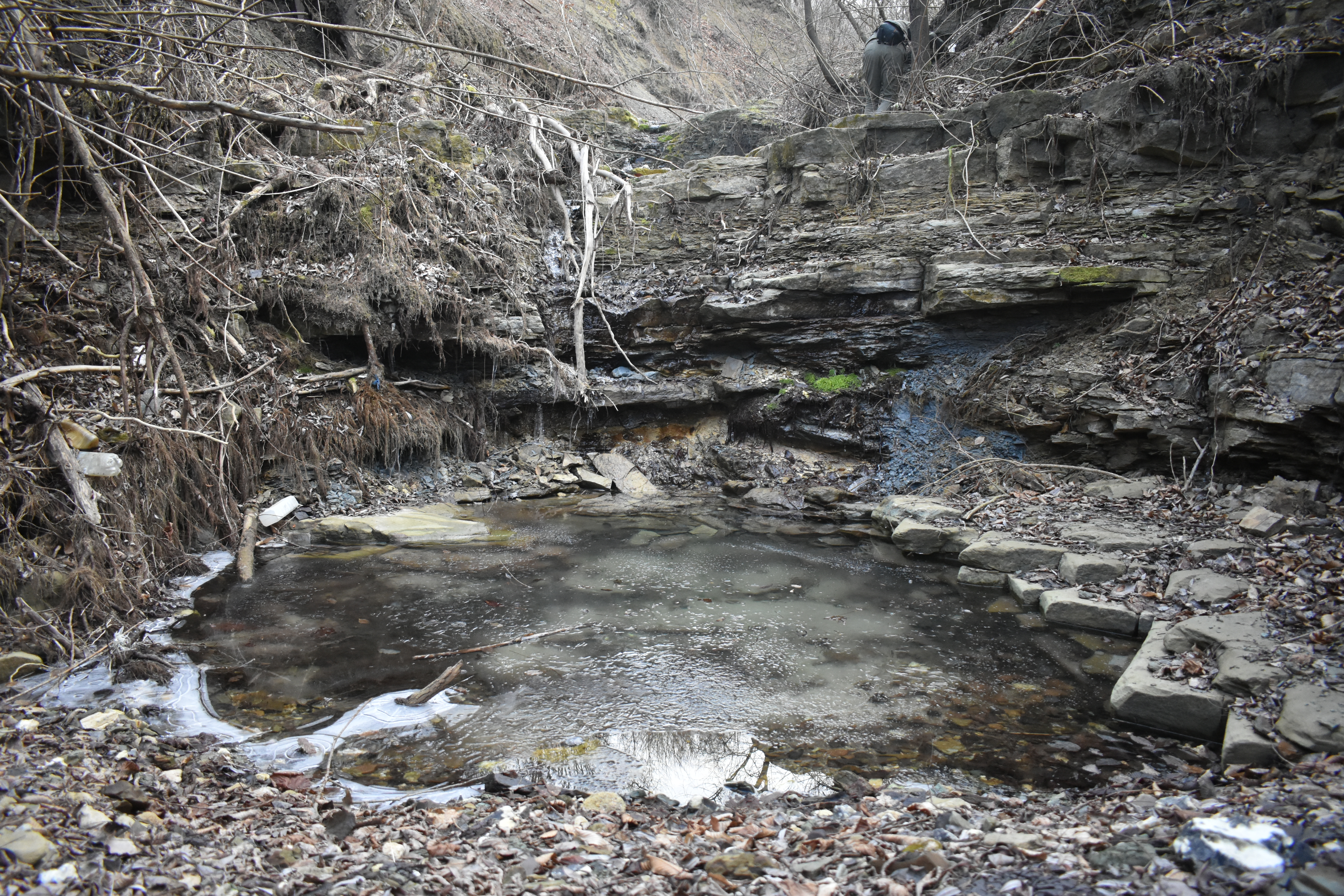
Каньйон безіменного струмка на околиці Бернашівки